# Cape Wood, Antarktis
Cape Wood är en udde i Antarktis. Den ligger i Östantarktis. Nya Zeeland gör anspråk på området.
Terrängen inåt land är kuperad norrut, men åt sydväst är den bergig. Havet är nära Cape Wood åt nordost. Trakten är obefolkad. Det finns inga samhällen i närheten.